# Festival otvorenih dvorišta u Córdobi
Festival otvorenih dvorišta u Córdobi (španjolski:  El Festival de los Patios Cordobeses) je festival koji se svake godine, prvih dvanaest dana mjeseca ožujka, slavi u Córdobi.
Dvorišta-terase (Patios) su dijelovi komunalnih, obiteljskih ili višeobiteljskih kuća ili seta pojedinih kuća sa zajedničkim vrtom, koji se nalaze u gradskoj povijesnoj četvrti. Ovi kulturni prostori se odlikuju bogatstvom biljaka, a tijekom festivala stanovnici slobodno pozdravljaju sve posjetitelje da se dive njihovoj ljepoti i vještinama njihova stvaranja. Dvorišta se otvaraju za javnost uz domaćinsko tradicijsko pjevanje, flamenco gitare i ples. Stari običaji održivog komunalne suživota dijele se s ljudima koji ih posjećuju putem izraza ljubavi i zajedničkog objedovanja. Fiesta se doživljava kao sastavni dio gradske kulturne baštine, što se prožima s jakim osjećajem identiteta i kontinuiteta. To zahtijeva nesebičnu suradnju mnogih ljudi iz svih dobnih skupina, društvenih slojeva i podrijetla, promicanje i poticanje timskog rada i doprinos lokalnoj harmoniji i druželjubivosti. Vođena sekularnim običajima, znanjima i vještinama, koje se izražavaju u bujnoj, cvjetnoj, šarenoj, akustičnoj, aromatičnoj i kompozicijskoj kreativnosti svakog vrta - izraz simbolike i tradicije zajednice Córdobe, a posebno stanovnika koji žive u ovim kućama-vrtovima.

## Povijest
Iako je povijesno zabilježeno kako je prvo natjecanje u dvorištima bilo 1933. god., postoje dokazi da su već 1912. i 1927. između terasa održana natjecanja. Međutim, to nije bilo popularno do 1933., kada se počinje natjecati 16 različitih gradskih četvrti, s velikim nagradama. Godine 1980. festival je proglašen za Nacionalnu turističku baštinu, a nematerijalna svjetska baština UNESCO-a je postao 6. prosinca 2012.

## Vanjske poveznice

### Mrežna sjedišta
- Udruženje dvorišta Córdobe (šp.)
- Patios de Córdoba 2013(šp.)